# Cheating Cheaters (1919)
Cheating Cheaters is een Amerikaanse filmkomedie uit 1919 onder regie van Allan Dwan. In Nederland werd de film destijds uitgebracht onder de titel De huichelaar. De film is wellicht zoekgeraakt.

## Verhaal
Twee misdaadbendes vermommen zichzelf als lieden uit de hogere kringen. Ze zijn er allebei op uit om elkaar te beroven, omdat ze elkaars ware identiteit niet kennen. De detective Ruth Brockton en haar vriend Tom Palmer ontmaskeren de beide bendes.

## Rolverdeling
| Acteur              | Personage          |
| ------------------- | ------------------ |
| Jack Holt           | Tom Palmer         |
| Clara Kimball Young | Ruth Brockton      |
| Tully Marshall      | Ira Lazarre        |
| Frank Campeau       | Steve Wilson       |
| Edwin Stevens       | Mijnheer Palmer    |
| Anna Q. Nilsson     | Grace Palmer       |
| Frederick Burton    | George Brockton    |
| Nicholas Dunaew     | Antonio Verdi      |
| Mayme Kelso         | Mevrouw Brockton   |
| Jess Singleton      | Phil               |
| Elinor Hancock      | Mevrouw Palmer     |
| William A. Carroll  | Chauffeur van Ruth |